# Rychlostní silnice S1 (Polsko)

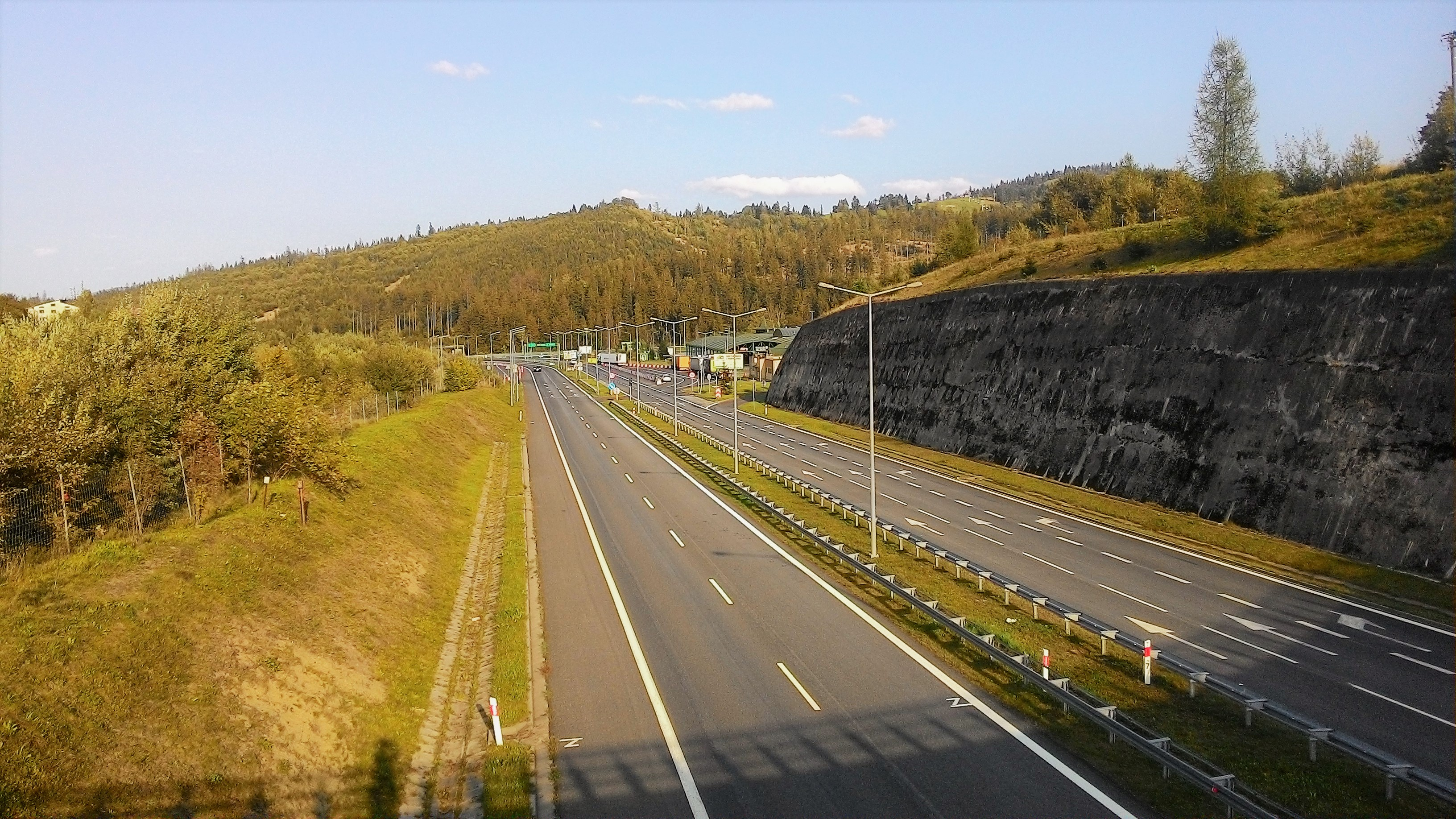
Rychlostní silnice S1 u slovenských hranic.

Rychlostní silnice S1 je polská rychlostní silnice začínající na dálniční křižovatce Pyrzowice s dálnicí A1 a končící na slovenské hranici u obce Zwardoń. Je součástí evropských silnic E75 a E462. Mezi Tychami a Bílskem-Bělou je vedena jako čtyřpruhová směrově rozdělená komunikace první třídy, ale má být postavena v nové trase v parametrech rychlostní silnice. Celková délka je 142 km, z toho 75,2 km je v provozu.

## Úseky v provozu

### Pyrzowice letiště – Tychy
Celková délka: 48,5 km. Tento úsek se skládá z dalších podúseků.
- MÚK Pyrzowice – MÚK letiště Pyrzowice (1,9 km), uvedený do provozu 1. června 2012
- MÚK letiště Pyrzowice – MÚK Podwarpie (9,7 km, poloviční profil, uvedeno do provozu 20. listopadu 2006)
- MÚK Podwarpie – délka 1,5 km.
- Dąbrowa Górnicza – Mysłowice Kosztowy – Tychy (délka 35,4 km, výstavba v letech 1978–1983)

### Severovýchodní obchvat Bílska Bělé
Celková délka je 11,9 km. Skládá se z úseků:
- Křižovatka Komorowice – křižovatka Rosta (2,8 km), uvedeno do provozu 19. srpna 2011
- Křižovatka Rosta – křižovatka Mikuszowice (9,1 km), uvedeno do provozu 28. října 2011

### Bílsko-Bělá – Żywiec
Celková délka je 15,6 km. Skládá se z úseků:
- MÚK Bielsko–Biała–Mikuszowice – MÚK Buczkowice – MÚK Wilkowice. Délka je 6,1 km. Úsek byl uveden do provozu 6. listopadu 2014.
- MÚK Buczkowice – MÚK Żywiec. Délka je 9,5 km. Úsek byl uveden do provozu 24. července 2015.

### Żywiec – Browar – Przybędza
Celková délka je 7,7 km. Uvedení do provozu proběhlo v lednu 2007. Skládá se z úseků:
- Żywiec – Browar (délka 2,8 km)
- Browar – Przybędza (délka 4,9 km)

### Milówka – Zwardoń / Mýto – Skalité
Celková délka je 10,8 km. Trasa se skládá z úseků:
- Milówka – Szare. Délka: 2,9 km. Úsek je postaven v polovičním profilu. Spolu s úsekem byla zprovozněna modernizovaná přístupová cesta dlouhá 1,8 km spojující rychlostní silnici s centrem Milówky. Úsek byl otevřen 8. ledna 2007.
- Szare-Laliki. Délka je 4,7 km. Úsek je vystavěn v polovičním profilu. V rámci projektu byl postaven tunel Emilia, první silniční tunel v Polsku postavený mimo město, se dvěma rovnoběžnými tunelovými troubami (jeden slouží pro technické a evakuační účely). Zprovoznění proběhlo 5. března 2010
- Laliki – Zwardoń. Délka je 1,8 km. Úsek je postaven v polovičním profilu. Úsek byl uveden do provozu 28. prosince 2008.
- Zwardoń – Zwardoń / Mýto – Skalité. Délka je 1,4 km. Je vystavěn ve čtyřpruhovém uspořádání. Zprovoznění proběhlo v roce 2004.

## Úseky ve výstavbě
MÚK letiště Pyrzowice – MÚK Podwarpie – výstavba druhé poloviny dálnice. Výstavba je prováděna v letech 2018 až 2021.
MÚK Przybędza – MÚK Milówka. Výstavba bude prováděna v letech 2019 až 2022.

## Úseky v plánu

### MÚK Mysłowice Kosztowy – MÚK Bielsko-Biała Suchy Potok
Úsek má délku 39,7 km. Stavba je plánována asi 10–15 km východně od současné čtyřpruhové státní silnice DK1.

### MÚK Podwarpie – MÚK Pogoria
Úsek má délku 7,7 km. Plánuje se přestavba čtyřpruhového úseku státní silnice DK1 na silnici v parametrech rychlostní silnice.

## Výjezdy
| číslo výjezdu | název výjezdu               | stav        |
| ------------- | --------------------------- | ----------- |
| 1             | Letiště Pyrzowice           | v provozu   |
| 2             | Mierzecice                  | v provozu   |
| 3             | Podwarpie                   | v provozu   |
| 4             | Dabrowa Górnicza – Podedwór | v plánu     |
| 5             | Dabrowa Górnicza – Pogoria  | v provozu   |
| 6             | Dabrowa Górnicza – Piaski   | v provozu   |
| 7             | Dabrowa Górnicza – Podlesie | v provozu   |
| 8             | Dabrowa Górnicza – Sulno    | v provozu   |
| 9             | Sosnowiec – Porąbka         | v provozu   |
| 10            | Sosnowiec – Dańdówka        | v plánu     |
| 11            | Sosnowiec – Inwestycyjna    | v provozu   |
| 12            | Sosnowiec – Jęzor           | v provozu   |
| 13            | Brzęczkowice                | v provozu   |
| 14            | Brzezinka                   | v provozu   |
| 15            | Mysłowice – Kosztowy I.     | v provozu   |
| 16            | Mysłowice – Kosztowy II.    | v plánu     |
| 17            | Lędziny                     | v plánu     |
| 18            | Bieruń                      | v plánu     |
| 19            | Oświęcim                    | v plánu     |
| 20            | Wola                        | v plánu     |
| 21            | Brzeszcze                   | v plánu     |
| 22            | Stara Wieś                  | v plánu     |
| 23            | Bielsko-Biała – Suchy Potok | v plánu     |
| 24            | Bielsko-Biała – Lipnik      | v provozu   |
| 25            | Bielsko-Biała – Mikuszowice | v provozu   |
| 26            | Wilkowice                   | v provozu   |
| 27            | Buczkowice                  | v provozu   |
| 28            | Łodygowice                  | v provozu   |
| 29            | Żywiec Soła                 | v provozu   |
| 30            | Żywiec – Browar             | v provozu   |
| 31            | Przybędza                   | v provozu   |
| 32            | Milówka                     | ve výstavbě |
| 33            | Szare                       | v provozu   |
| 34            | Laliki                      | v provozu   |
| 35            | Zwardoń                     | v provozu   |